# Битва на реке Гаронне
Битва на реке Гаронне (также известна как битва за Бордо) — сражение, состоявшееся в 732 году между арабской армией Омейядов во главе с аль-Гафики, губернатором Аль-Андалуса, и аквитанскими войсками во главе с герцогом Эдом Великим.

## Предыстория
В начале его правления Аль-Андалусом в 730 году аль-Гафики противостоял местный берберский полководец Усман ибн Найсса (он же Мунуза), оплотом которого был город Серритания (Сердань) в Пиренеях. Мунуза, узнав о притеснении берберов в Северной Африке, заключил перемирие с герцогом Эдом Великим и отказался подчиняться кордовскому халифу. В некоторых источниках также сообщается, что Эд пообещал свою дочь Лампаду Мунузе в жёны .
В это время герцог Эд был занят отражением атак Карла Мартелла на северные границы Аквитании, что не позволило герцогу помочь своему новому союзнику в борьбе с арабами. Сразу после гибели Мунузы в битве при Ковадонге аль-Гафики начал экспедицию на север. Арабы пересекли Пиренеи, пройдя землями западной Наварры, и с огромной скоростью начали продвигаться по Гаскони, разорили Ош и подступили к Бордо. Город был взят штурмом, а командир гарнизона пал в бою.

## Битва
После захвата Бордо аль-Гафики вышел из города и вступил в бой с силами Эда Великого на реке Гаронне (по другим данным — на реке Дордонь), рассчитывая двинуться далее на север. По данным историков, армия арабов насчитывала от 70 000 до 80 000 человек и разгромила аквитанские войска. Такие огромные цифры, по традиции указываемые в средневековых летописях, ставятся под сомнение современными исследователями — они явно не соответствовали масштабам событий. Тем не менее, разгром аквитанцев был всеобъемлющим, большая часть сил Эда была уничтожена или дезорганизована, после чего арабы разграбили богатые монастыри северной Аквитании и возобновили свой поход к Туру, который, как считалось, хранил несметные богатства.

## Итоги
Разграбление арабами аквитанских монастырей дало герцогу Эду достаточно времени, чтобы реорганизовать свои войска и, согласно хроникам, уведомить Карла Мартелла о надвигающейся опасности для королевства франков и дать тому вассальную присягу, не надеясь противостоять арабам в одиночку. Франкский лидер принял вассалитет Эда и включил аквитанские войска в состав своей армии — Эд возглавил её левое крыло. Армия Омейядов была окончательно разбита войсками во главе с Карлом Мартеллом в битве при Туре, которая состоялась между Пуатье и Туром 10 октября 732 года (или 733 года, согласно некоторым данным).
Дальнейшими политическими последствиями битвы на Гаронне стало вступление войск Карла Мартелла в Аквитанию, временное падение баскско-аквитанского суверенитета и официальное подчинение Эда Карлу, подтвержденное после битвы при Туре-Пуатье.